# Çabra
Çabra (albanisch auch Çabër; serbisch Чабра Čabra) ist ein Dorf in der Gemeinde Zubin Potok im Kosovo.

## Geographie
Çabra liegt in einem durchschnittlich etwa einen Kilometer breiten Tal, das vom Fluss Ibar auf dem Weg vom Gazivodasee in Richtung Amselfeld gebildet wird.
Nördlich und östlich des Dorfes erhebt sich ein hügeliges Waldgebiet, in dem die Grenze zur Gemeinde Zvečan verläuft. Südwestlich beziehungsweise südlich verläuft das von Westen kommende und nach Südosten umschwenkende Flussbett des Ibar, auf dessen gegenüberliegender Seite sich die Ortschaft Zupče befindet.
Südlich des Dorfes befindet sich die Nationalstraße M-2 in Richtung Zubin Potok, die etwa acht Kilometer westlich und Mitrovica, die dreizehn Kilometer östlich liegt.

## Geschichte
Während der Herrschaft des osmanischen Generals Djavid Pasha über Kosovo 1908–1912 wurde Çabra – wie auch andere Dörfer in der Nähe – auf seinen Befehl hin niedergebrannt.
1986 kam Çabra, bis dahin Teil der Gemeinde Kosovska Mitrovica, unter die Verwaltung der Gemeinde Zubin Potok.
Ab 1993 kam es in Çabra vermehrt zu Übergriffen und Menschenrechtsverletzungen vonseiten serbischer Polizei- und Streitkräfte sowie auch serbischer Paramilitärs. Am 26. August 1993 umstellten rund 200 Polizisten das Dorf, wobei etwa 130 Häuser durchsucht und über 70 Albaner geprügelt wurden. Eine 80-jährige Einwohnerin, deren Familienmitglieder von Polizisten geschlagen wurden, erlitt einen Schlaganfall und verstarb vier Tage später an diesem.
Im Kosovokrieg wurde Çabra am 29. März 1999 von serbischen Streitkräften angegriffen. Um 3 Uhr in der Nacht wurde das Dorf vom Nachbarort Zupče aus mit Artillerie beschossen. Die aus dem Schlaf gerissenen Einwohner mussten im Dunkeln in die umliegenden Wälder flüchten. Nach dem Beschuss plünderte man das Dorf, und letztlich zertrümmerten die Serben mit Baggern die restlichen Häuser, welche noch nicht durch den Artilleriebeschuss zerstört waren. Das Dorf war somit von Grund auf zerstört, und die Bewohner fanden letztlich Zuflucht in Albanien.
Nach Ende des Krieges ist Çabra nach und nach wieder aufgebaut worden, unter anderem auch durch Unterstützung der internationalen Gemeinschaft. Von den rund 200 wieder aufgebauten Häusern wurden 150 durch einen Fonds der kosovarischen Regierung unter Bukoshi und 30 von den Bürgern selbst finanziert. Den Wiederaufbau 20 weiterer Häuser organisierte das International Rescue Committee. Unter dem Schutz von NATO-Truppen konnten die Einwohner wieder in ihr Dorf zurückkehren: Im Laufe des Jahres 2000 sind nach Angaben der OSZE 1320 Albaner nach Çabra rückgesiedelt.
Am 16. März 2004 kamen drei albanische Kinder aus Çabra beim Spielen ums Leben, nachdem diese in den Ibar gesprungen waren und im kühlen Fluss ertranken. Ein überlebender Spielkamerad sagte aus, sie seien von Serben mit einem Hund gehetzt worden, und hätten sich mit dem Sprung ins Wasser zu retten versucht. Dieses Ereignis gilt als einer der unmittelbaren Auslöser der Ausschreitungen im Kosovo 2004.
2011 richtete die KFOR bei Çabra das sogenannte Camp Cabra ein, das während der angespannten Sicherheitslage im Nordkosovo als Bereitstellungsraum diente. Ende Dezember 2015 wurde Camp Cabra aufgrund der verbesserten Sicherheitslage aufgegeben, und das Grundstück den lokalen Eigentümern übergeben.

## Bevölkerung
Çabra ist – abgesehen vom Hauptort Zubin Potok – die bevölkerungsreichste Ortschaft der Gemeinde Zubin Potok, und gleichzeitig der einzige Ort der Gemeinde mit albanischer Bevölkerungsmehrheit. Da die Volkszählung 2011 nicht in den Gemeinden des Nordkosovo stattfand, handelt es sich bei aktuellen Einwohnerzahlen um Schätzungen: Eine Schätzung aus dem Jahre 2009 beziffert die Einwohnerzahl Çabras auf 995 Personen (allesamt Albaner); die OSZE hingegen rechnet 2015, nach Aussage eines Beamten für Gemeinschaften, mit 1300 in Çabra lebenden Albanern.
| Zensus    | 1948  | 1953  | 1961         | 1971         | 1981         | 1991  |
| --------- | ----- | ----- | ------------ | ------------ | ------------ | ----- |
| Einwohner | 450   | 520   | 536          | 650          | 775          | 1187  |
| Albaner   | k. A. | k. A. | 525(97,95 %) | 648(99,69 %) | 770(99,35 %) | k. A. |

## Infrastruktur
In Çabra befinden sich ein Gesundheitszentrum, eine Polizeistation mit fünf Beamten sowie eine Grundschule mit 136 Schülern und dreizehn Lehrern (2015). Des Weiteren gibt es ein mit dem kosovarischen Verwaltungssystem verbundenes Amtshaus. Bis vor kurzem diente es für die gesamte Gemeinde als Bearbeitungsstelle für kosovarische Dokumente, mittlerweile wurde diese Aufgabe von den Behörden im Gemeindehauptsitz Zubin Potok übernommen.